# Kōbunsha
K.K. Kōbunsha (jap. 株式会社光文社, Kabushiki kaisha Kōbunsha) ist ein japanischer Mode- und Literatur-Verlag mit der Hauptgeschäftsstelle in Bunkyō, Tokio.

## Mode-Zeitschriften von Kobunsha
- JJ
- Bis
- Classy